# 서울특별시도 제4221호선
서울특별시도 제4221호선(신대방 ~ 신림선)은 서울특별시 동작구 신대방동 대림사거리와 관악구 신림동 난향삼거리를 잇는 서울특별시도이다.

## 노선
←대림로 직결 - 대림사거리 (시흥대로) - 신대방역 (도림천로, 신사로) - 신사동주민센터입구 (조원로) - 난곡사거리 (남부순환로) - 난곡우체국앞 (문성로) - 우림시장 - 난곡동차고지 - 서울난향초등학교 - 난향삼거리 (호암로)

## 도로명
- 대림로: 대림사거리 ~ 신대방역
- 난곡로: 신대방역 ~ 난향삼거리